# Nové Město na Moravě
Nové Město na Moravě es una localidad checa de la región de Vysočina. Tiene una población aproximada de 10.500 habitantes.
Al estar enclavada en una zona montañosa, está considerada como un importante resort para practicar deportes de invierno. En 2013 y 2024 fue sede del Mundial de Biatlón, y en 2016 del Mundial de Ciclismo de Montaña.